# Polly World
 (mars 2014).
Si vous disposez d'ouvrages ou d'articles de référence ou si vous connaissez des sites web de qualité traitant du thème abordé ici, merci de compléter l'article en donnant les références utiles à sa vérifiabilité et en les liant à la section « Notes et références ».
Polly World est un film d'animation américain des studios Universal Studios, sorti en 2006. Il s'agit du troisième film basé sur l'univers de Polly Pocket, après Polly Pocket: Lunar Eclipse et Polly Pocket: 2 Cool at the Pocket Plaza.

## Synopsis
L'histoire est basée sur la sortie de classe de Polly et ses amies à PollyWorld pour apparaitre dans un jeu télévisé. Mais, une méchante camarade de classe, Beth, essai d'aider la future belle-mère de Polly qui tente de se débarrasser d'elle en l'envoyant en pensionnat. 

## Fiche technique
- Directeur : Bill Moore
- Producteur : Kate Treacy
- Ecrit : Elise Allen
- Studio : Curious Pictures
- Mattel Entertainment
- Distribué par	: Universal Studios Home Entertainment
- Date : 12 novembre 2006
- Durée : 70 minutes

## Voix originales
- Tegan Moss : Polly
- Chiara Zanni : Shani
- Nicole Bouma : Crissy
- Natalie Walters : Lea / Caroline Hall
- Brittney Wilson : Lila
- Tabitha St. Germain : Beth / Karl / Lark / Dani
- Jocelyne Loewen : Evie / Stacey
- Nicole Oliver : Tori / Amanda
- Russell Roberts : Samuel
- Kathleen Barr : Lorelai / Producer / Elevator Voice / Lexi
- Michael Donovan : John Pocket / Director
- Alessandro Juliani : Donovan
- Teryl Rothery : Ms. Marklin / Lizzie
- Andrew Francis : Rick
- Matt Hill : Todd / DJ
- Danny McKinnon : Nathan / Waiter
- Terry Klassen : Tech Guy
- Sara Niemietz : Chanson Perfect Kinda Day